# Cymbál

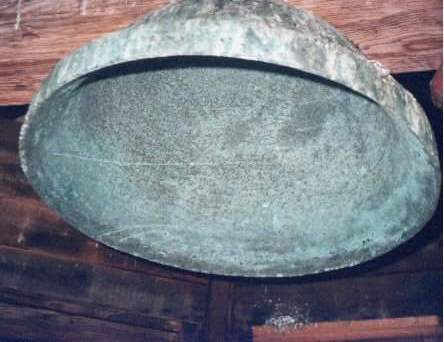
Jednoduchý zvonovinový cymbál

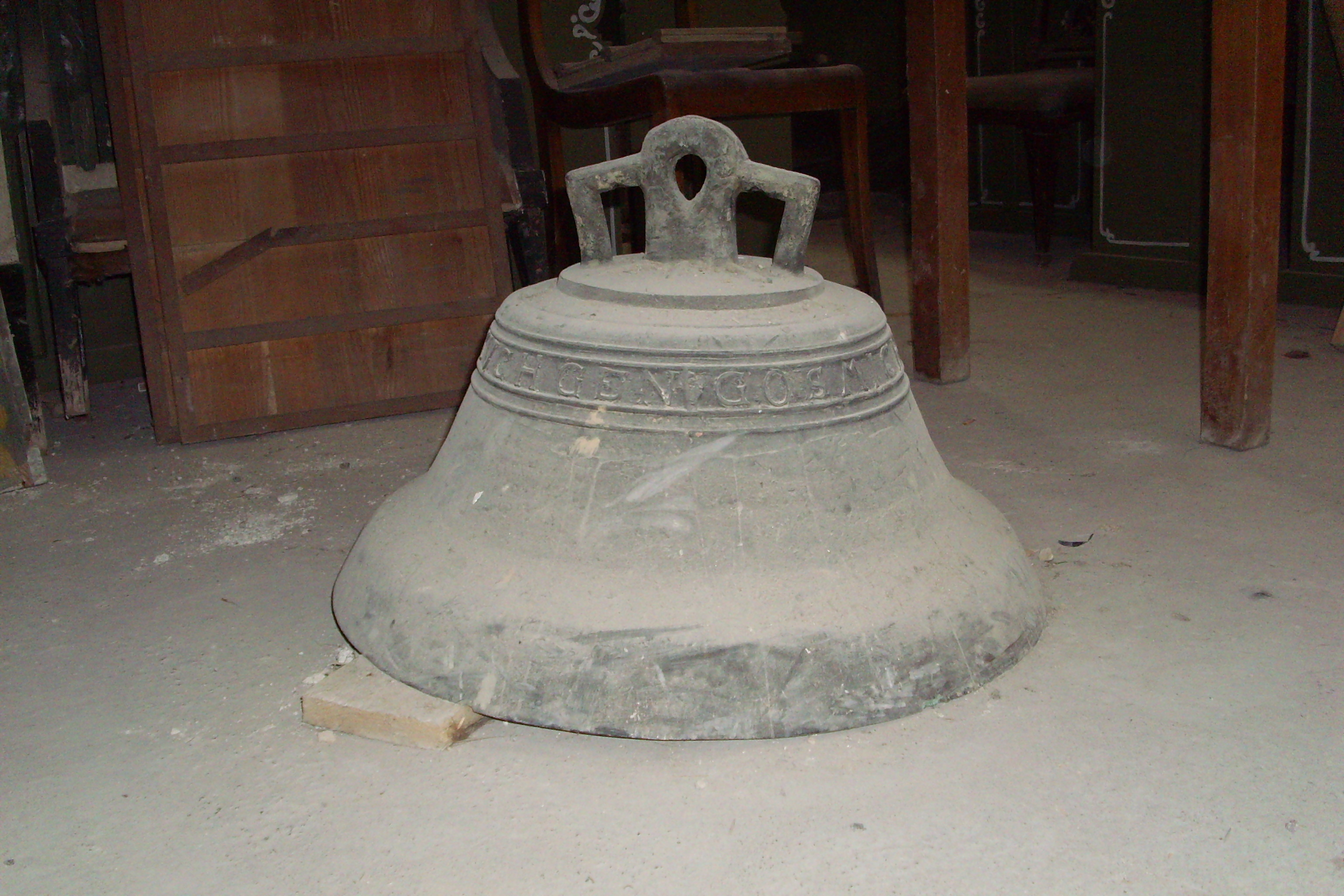
Cymbál z roku 1570

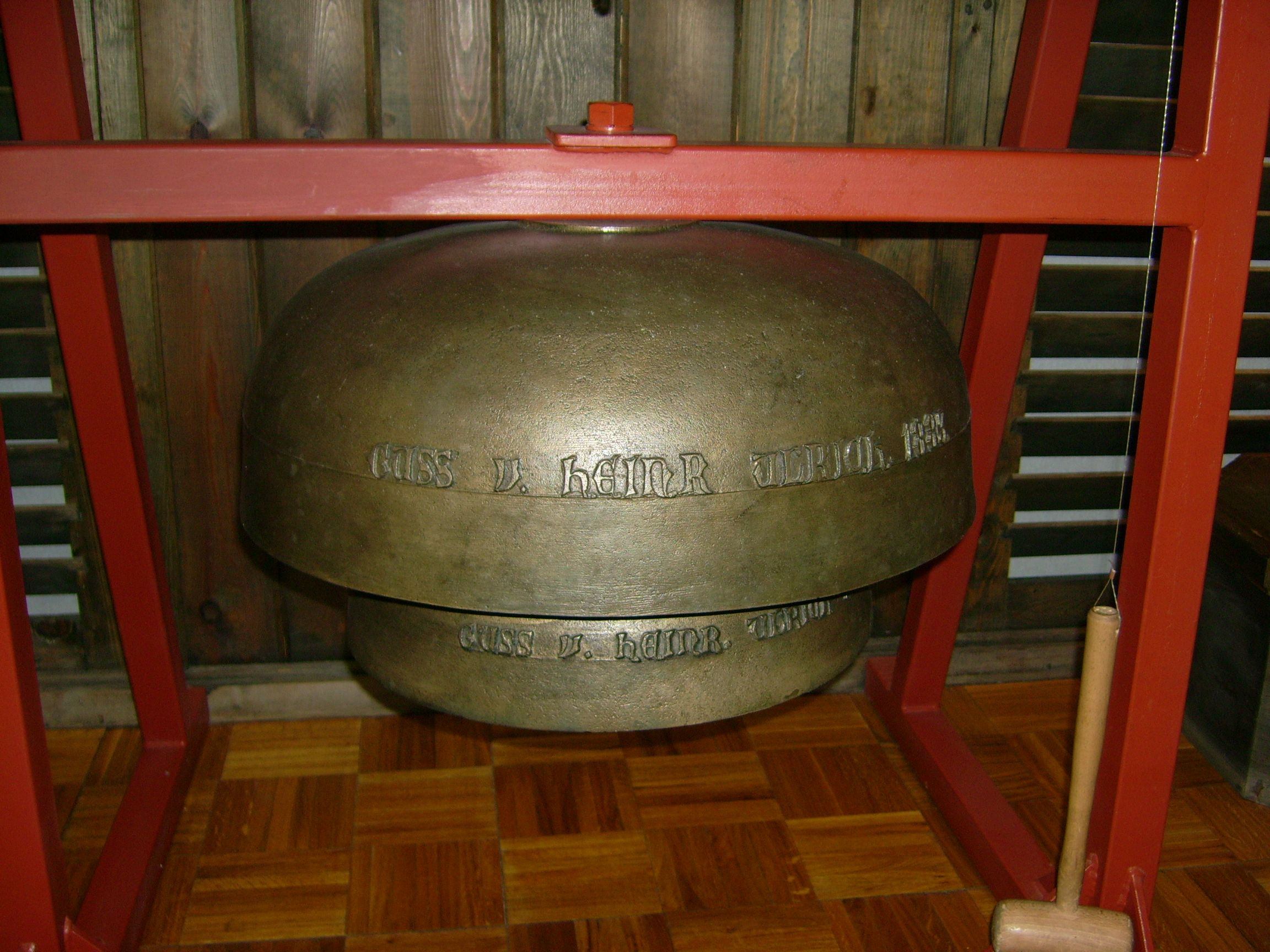
Dva cymbály z roku 1883

Cymbál je mísovitý až polokulový nebo (starší) zvonovitý kovový nástroj, běžná součást stroje věžních hodin, jehož kladívky je rozezníván v celé, půl a čtvrt hodiny. Cymbál je zpravidla odlit z oceli nebo bronzu. Jeho výrobou se zabývají kovolijecké dílny, často bývá dílem zvonařů. Cymbál má ovšem jednodušší tvar než zvon a jeho výroba je daleko snazší. 
Na rozdíl od zvonu je vždy pevně zavěšen, protože je rozezníván bicím kladivem z vnější strany. Téměř vždy bývá skryt pohledům, pročež většinou nemá žádnou výzdobu, takže určení autorství u historických cymbálů bývá obtížné. 
Vzhledem k tomu, že kladiva hodin někdy mohou rozeznívat též zvon, a naopak (starý) cymbál někdy může mít zvonovitý tvar, rozdíl mezi cymbálem a zvonem je v některých případech poněkud nezřetelný. Cymbál však vždy bývá výrazně nižší než zvon stejného průměru. 